# Monte Pesco Falcone
Il monte Pesco Falcone o monte Pescofalcone (2657 m s.l.m.) è una cima montuosa dell'Appennino abruzzese, posta nel versante nord-occidentale del massiccio della Maiella, lungo la via di cresta che conduce al monte Amaro. A ovest scende scosceso verso la Conca Peligna ed è compreso nel territorio di Caramanico Terme e Sant'Eufemia a Maiella; è raggiungibile anche da cima Blockhaus.

## Descrizione
Il monte comprende nella propria denominazione il toponimo "pèsco", che significa "alto sperone roccioso". Al di sotto della sua cima origina con due rami il fiume Orfento che scorre poi per 15 km scavando l'omonima valle, prima di congiungersi con l'Orta, come suo affluente.